# إدموند بالدوين
إدموند بالدوين (بالإنجليزية: Edmund Baldwin)‏ (1 يناير 1902 ببرستون في المملكة المتحدة - 12 ديسمبر 1968 ببلاكبرن في المملكة المتحدة) هو لاعب كرة قدم بريطاني (وحمل سابقاً جنسية المملكة المتحدة لبريطانيا العظمى وأيرلندا) في مركز الهجوم. لعب مع نادي ترانمير روفرز لكرة القدم.